# 凯蒂·露易丝·桑德斯
凯蒂·露易丝·桑德斯（英語：Katy Louise Saunders，1984年7月21日—），英国籍女演员，毕业于博科尼大学，主要活跃于意大利。

## 演艺经历
2002年，参演意大利电影《旅行中的爱情》，正式出道。2004年，主演电影《天空之上三公尺》而声名大噪。2008年，与美国知名演员乔治·克鲁尼一起拍摄由盖·里奇执导的奈斯派索咖啡胶囊广告。

## 個人生活
凯蒂·露易丝·桑德斯1984年7月21日出生于英国，她的父亲是英国人，而母亲则是哥伦比亚人。由于父亲工作的因素，童年时期的往返于伦敦和意大利两地。她曾在罗马上英语学校，并在14岁时与家人永久定居在米兰，并毕业于博科尼大学的工商管理学院。
2023年1月30日，宋仲基在其韓國官方粉絲後援會留言公佈與女友凱蒂·露易斯·桑德斯完成結婚登記和即將迎來新生命的消息。6月14日，凱蒂在羅馬順利诞下一子，升格人母。2024年11月20日，凯蒂在罗马诞下一女。

## 影视作品

### 电影
- 2002年：《旅行中的爱情（義大利語：Un viaggio chiamato amore）》饰演 Rina/ Sibilla Aleramo da bambina
- 2003年：《平民天后》
- 2004年：《天空之上三公尺（義大利語：Tre metri sopra il cielo (film)）》 饰演 Babi
- 2004年：《未知前路（義大利語：Che ne sarà di noi）》 饰演 Valentina
- 2005年：《海风（義大利語：L'aria salata）》 饰演 Emma
- 2006年：《波奇亚（英语：The Borgia）》 饰演 Giulina Farnese
- 2007年：《想跟你在一起（義大利語：Ho voglia di te (film)）》 饰演 巴比（Babi）
- 2007年：《绢（義大利語：Seta (film)）》 饰演 老鸨
- 2008年：《处女地》 饰演 Sister Maddalena
- 2013年：《出轨幻想》 饰演 Gina
- 2014年： 饰演 Sabrina Proietti
- 2015年： 饰演 Stefania Pittaluga
- 2018年：《欢迎回家（義大利語：Welcome Home - Uno sconosciuto in casa）》 饰演 Alessandra
- 2018年：《蝎子王5灵魂之书（義大利語：Il Re Scorpione 5 - Il libro delle anime）》 饰演 Amina

### 电视作品
- 2004年：《法律与秩序》 饰演 娜欧米（Naomi）
- 2005年：《Il Grande Torino（義大利語：Il Grande Torino）》（迷你剧）
- 2010年：《茜茜公主（義大利語：Sissi (miniserie televisiva)）》（迷你剧） 饰演 Ida Ferency
- 2010年：《圣奥古斯丁（英语：Restless Heart: The Confessions of Saint Augustine）》 饰演 Lucilla（迷你剧）
- 2011年：《追逐梦想（義大利語：Non smettere di sognare (serie televisiva)）》 饰演 Giorgia
- 2018年：《神鹰》 饰演 Mariana

## 相关新闻
2022年12月26日，宋仲基所属经纪公司HighZium Studio通过韩国媒体证实宋仲基在去年通过熟人介绍下，与英国籍圈外女子交往，声明称“宋仲基和圈外女性对彼此有好感进而交往，希望外界能给与温暖视线。另外，我们无法确认他们正在交往的事实以外的信息，敬请谅解，请不要进行未经证实的推测性报道，我们将不胜感激”。
消息公开后，以在妇科看到两人的目击者叙述为开端，最近陪宋仲基返回韩国的外国女性是他的女朋友的说法浮出水面。特别是，网络社区声称宋仲基的女友是1984年出生的意大利裔英国女演员凯蒂·路易丝·桑德斯，现已停止活动，引发了无法控制的人肉搜索和个人信息盗窃。从她的学校到家里的财力、前男友、凯蒂·路易斯·桑德斯过去疑似怀孕的样子也被公开，甚至有人主张她现在有10岁的女儿。结婚、怀孕、离婚、学历、前男友…… ，这些是关于一位被称为宋仲基约会对象的英国女性的各种谣言充斥网络社群，虽然经纪公司一开始便表示“除了正在交往的事实之外，没有其他可以确认的信息”，但以网络社区为中心，推测宋仲基女朋友真实身份的各种“传闻”层出不穷，甚至未经证实就被媒体搬运报道，充斥着恶意。
2022年12月29日，在宋仲基恋情公开后，被“推测”为其女友的凯蒂·路易丝·桑德斯的相关谣言出现了新的说法。凯蒂·桑德斯被推测为“怀孕”的照片是拍摄于2012年3月出席在意大利罗马举行的活动，在同一个场合其他角度拍摄的照片，凯蒂身材苗条并没有怀孕的迹象。此外，网络社区根据凯蒂过去与一名小女孩的合影而推测凯蒂为单亲妈妈的说法也充满疑点。根据2017年，意大利媒体VitaDaMamma报道了一张凯蒂和一个女孩在一起的照片，称“她是她的好朋友乔治亚女儿的教母”。照片中的孩子不是凯蒂的女儿，而是其好友的女儿。据了解，海外媒体没有报道过凯蒂·桑德斯怀孕生子的相关消息。2023年2月23日，宋仲基在接受雜誌採訪時，親自駁斥了有關妻子的荒謬傳聞，指之前的報導中「除了妻子就讀的大學名字，其他一切都不是事實」。